# Ани Ерно
Ани Ерно (фр. Annie Ernaux; Лилбон, 1. септембар 1940) је француска књижевница, добитница Нобелове награде за књижевност 2022. године због "храбрости и клиничке оштрине".

## Биографија
Ани Ерно је рођена у Лилбону (Lillebonne) Нормандији, у Француској, 1940. године. Током њеног детињства родитељи су се преселили у Иветот (Yvetot) где су држали кафић и продавницу. Похађала је приватну католичку средњу школу. Са осамнаест година, током лета, 1958. године, одлази од куће да би чувала децу у летњем кампу. Током тог лета доживљава своја прва сексуална искуства која касније описује у роману Mémoire de fille (Сећања једне девојке). Даље школовање наставља у школи за образовање наставника у Руану и Бордоу. Завршила је два факултета: Универзитет у Руану и Универзитет у Бордоу. У том периоду је написала прве странице свог необјављеног романа у Лондону. Током година које су уследеле Ерно се удала, родила два сина и радила као наставник у средњој школи. Године 1977. породица се преселила у Сержи-Понтоаз, град у региону Париза. Напустила је посао наставника у почела да ради у Центру за образовање на даљину. Почетком 1980-их се развела и остала да живи у Сержи-Понтоазу, где живи и данас. Године 2000. је престала да се бави наставничким радом и посветила се писању.

## Каријера
Пре него што је постала кљижевница, Ерно је била учитељица. Позната је аутобиографским делима, и до сада је написала више од 20 дела. Њена прва написана књига је Les Armoires vides (Празни ормани) (1974), са којом је почела да истражује своје нормандијско порекло. Књиге Мушко место ("La Place") (код нас преведено као Место под сунцем) и Женска прича (Une Femme) постали су прави француски класици. За књигу Место под сунцем у којој је описала свој однос са оцем, као и о одрастање у малом граду у Француској добила је награду Ренодо.
Прича о томе како је преживекла абортус 1963. године, у периоду када је намеран прекид трудноће био незаконит у Француској, говори књига Догађај (L’Événement) објављена 2000. године. У својим књигама пише о о догађајима у свом животу, о односу са оцем, о браку, мајчиној болести и смрти. Главне теме њених књига су су стид, понижење, љубомора, неспособност да видимо ко смо заиста. Године 2016. је објавила књигу "Девојачка прича" (Mémoire de fille) која прати пунолетство једне младе жене из 1950-их. Најпознатију своју књигу "Године" (Les Années), објавила је 2008, и у њој описује себе и шире француско друштво од краја Другог светског рата до данас. Књига је названа “првом колективном биографијом”.
Године 2016. објавила је књигу Mémoire de fille (Сећања једне девојке). У књизи је описала сопствено искуство губитка невиности. Последња објављена књига Ани Ерно је Le jeune homme из 2022. године.
Осим објављених књига Ани Ерно је и аутор великог броја чланака и краћих текстова.

## Награде
Ауторка је добила неколико награда и признања:
- (1984) - Награда "Ренодо" за књигу Место под сунцем
- (2018) - награда "Premio Hemingway"
- (2019) - номинована је за "Booker Prize"

## Дела
Књиге Ани Ерно:
- Les Armoires Vides (Празни ормани) (1974)
- Ce qu’ils disent ou rien (То што они кажу или ништа) (1977)
- La Femme gelée (Слеђена жена) (1981)
- La Place (Место под сунцем) (1983)
- Une Femme (Женска прича) (1987)
- Passion simple (Једноставна страст) (1991)
- Journal du dehors (1993)
- La Honte (Стид) (1997)
- ‘Je ne suis pas sortie de ma nuit’ (Нисам изашла из своје ноћи) (1997)
- La Vie extérieure (2000)
- L’Événement (Догађај) (2000)
- Se perdre (2001)
- L’Occupation (2002)
- L’écriture comme un couteau (2003)
- L’Usage de la photo, заједно са Marc Marie (2005)
- Les Années (Године) (2008)
- L’Autre Fille (2011)
- L’Atelier noir (2011)
- Écrire la vie (2011)
- Retour à Yvetot (2013)
- Le Vrai lieu, интервју са  Michelle Porte (2014)
- Regarde les lumières, mon amour (2014)
- Mémoire de fille (Сећања једне девојке) (2016)
- Le Jeune homme (2022)

## Адаптације дела
По роману Догађај је снимљен филм у режији Одри Диван (Audrey Diwan). Филм је добитник Златног лава на Венецијанском филмском фестивалу 2021. године.